# Littlewood-Paley-Theorie
|  | Dieser Artikel wurde auf der Qualitätssicherungsseite des Portals Mathematik eingetragen. Dies geschieht, um die Qualität der Artikel aus dem Themengebiet Mathematik auf ein akzeptables Niveau zu bringen. Bitte hilf mit, die Mängel dieses Artikels zu beseitigen, und beteilige dich bitte an der Diskussion! (Artikel eintragen) |

Die Littlewood-Paley-Theorie beschreibt in der harmonischen Analysis, einem Teilgebiet der Mathematik, das Erweitern von gewissen Resultaten über {\displaystyle L^{2}}-Funktionen auf {\displaystyle L^{p}}-Funktionen für {\displaystyle 1<p<\infty }. Sie wird normalerweise als Ersatz für Orthogonalitätsargumente verwendet, die für {\displaystyle L^{p}}-Funktionen nur gelten, wenn {\displaystyle p=2} ist. Eine Implementierung besteht darin, eine Funktion zu untersuchen, indem sie in Funktionen mit lokalisierten Frequenzen zerlegt wird, und die Littlewood-Paley-{\displaystyle g}-Funktion zu verwenden, um sie mit ihrem Poisson-Integral zu vergleichen. Der 1-Variablen-Fall wurde von J. E. Littlewood und R. Paley entwickelt und von den polnischen Mathematikern A. Zygmund und J. Marcinkiewicz in den 1930er Jahren unter Verwendung der Theorie komplexer Funktionen weiterentwickelt. E. M. Stein erweiterte die Theorie später auf höhere Dimensionen unter Verwendung von Techniken für reelle Variablen.

## Die dyadische Zerlegung einer Funktion
Die Littlewood-Paley-Theorie verwendet eine Zerlegung einer Funktion {\displaystyle f} in eine Summe von Funktionen {\displaystyle f_{\rho }} mit lokalisierten Frequenzen. Es gibt mehrere Möglichkeiten, eine solche Zerlegung zu konstruieren; eine typische Methode ist die folgende.
Wenn {\displaystyle f} eine Funktion auf {\displaystyle \mathbb {R} } ist und {\displaystyle \rho } eine messbare Menge (im Frequenzraum) mit charakteristischer Funktion {\displaystyle \chi _{\rho }(\xi )} ist, dann ist {\displaystyle f_{\rho }} über seine Fouriertransformation definiert:
{\displaystyle {\hat {f}}_{\rho }:=\chi _{\rho }{\hat {f}}}
Heuristisch gesehen, ist {\displaystyle f_{\rho }} der Teil von {\displaystyle f}, dessen Frequenzen in {\displaystyle \rho } liegen.
Wenn {\displaystyle \Delta } eine Sammlung von messbaren Mengen ist, die (bis auf Maß 0) disjunkt sind und eine Vereinigung auf der reellen Linie haben, dann kann eine wohlverhaltende Funktion {\displaystyle f} als eine Summe von Funktionen {\displaystyle f_{\rho }} für {\displaystyle \rho \in \Delta } geschrieben werden.
Wenn {\displaystyle \Delta } aus den Mengen der Form
{\displaystyle \rho =[-2^{k+1},-2^{k}]\cup [2^{k},2^{k+1}].}
für {\displaystyle k} eine ganze Zahl, ergibt dies eine sogenannte „dyadische Zerlegung“ {\displaystyle \textstyle f=\sum _{\rho }f_{\rho }}.
Es gibt viele Variationen dieser Konstruktion; zum Beispiel kann die charakteristische Funktion einer Menge, die in der Definition von {\displaystyle f_{\rho }} verwendet wird, durch eine glattere Funktion ersetzt werden.
Eine wichtige Anwendung der Littlewood-Paley-Theorie ist das Littlewood-Paley-Theorem, das die Größe der Funktionen {\displaystyle f_{\rho }} in Abhängigkeit der Größe von {\displaystyle f} beschränkt. Es gibt viele Versionen dieses Theorems, die den verschiedenen Möglichkeiten der Zerlegung von {\displaystyle f} entsprechen. Eine typische Abschätzung ist die Begrenzung der {\displaystyle L^{p}}-Norm von {\displaystyle \textstyle (\sum _{\rho }|f_{\rho }|^{2})^{1/2}} durch ein Vielfaches der {\displaystyle L^{p}}-Norm von {\displaystyle f}.
In höheren Dimensionen ist es möglich, diese Konstruktion zu verallgemeinern, indem man Intervalle durch Rechtecke mit zu den Koordinatenachsen parallelen Seiten ersetzt. Leider handelt es sich dabei um recht spezielle Mengen, was die Anwendungen auf höhere Dimensionen beschränkt.

## Die Littlewood–Paley-g-Funktion
Die {\displaystyle g}-Funktion ist ein nichtlinearer Operator auf {\displaystyle L^{p}(\mathbb {R} ^{n})}, der zur Kontrolle der {\displaystyle L^{p}}-Norm einer Funktion {\displaystyle f} in Form ihres Poisson-Integrals verwendet werden kann. Das Poisson-Integral {\displaystyle u(x,y)} von {\displaystyle f} ist für {\displaystyle y>0} definiert durch
{\displaystyle u(x,y)=\int _{\mathbb {R} ^{n}}P_{y}(t)f(x-t)\,dt},
wobei der Poisson-Kern in der oberen Hälfte {\displaystyle \{(y;x)\in \mathbf {R} ^{n+1}\mid y>0\}} durch
{\displaystyle P_{y}(x)=\int _{\mathbb {R} ^{n}}e^{-2\pi it\cdot x-2\pi |t|y}\,dt={\frac {\Gamma ((n+1)/2)}{\pi ^{(n+1)/2}}}{\frac {y}{(|x|^{2}+y^{2})^{(n+1)/2}}}.}
gegeben ist. Die Littlewood–Paley-{\displaystyle g}-Funktion {\displaystyle g(f)} ist definiert durch
{\displaystyle g(f)(x)=\left(\int _{0}^{\infty }|\nabla u(x,y)|^{2}y\,dy\right)^{1/2}.}
Eine grundlegende Eigenschaft von {\displaystyle g} ist, dass es die Normen annähernd bewahrt. Genauer gesagt, für {\displaystyle 1<p<\infty } ist das Verhältnis der {\displaystyle L^{p}}-Normen von {\displaystyle f} und {\displaystyle g(f)} nach oben und unten durch feste positive Konstanten begrenzt, die von {\displaystyle n} und {\displaystyle p}, aber nicht von {\displaystyle f} abhängen.

## Anwendungen
Eine frühe Anwendung der Littlewood-Paley-Theorie war der Beweis, dass die Folge {\displaystyle S_{n_{j}}} fast überall konvergiert, wenn {\displaystyle S_{n}} die Partialsummen der Fourier-Reihen einer periodischen {\displaystyle L^{p}}-Funktion ({\displaystyle p>1}) sind und {\displaystyle n_{j}} eine Folge ist, die {\displaystyle n_{j+1}/n_{j}>q} für ein festes {\displaystyle q>1} erfüllt. Dies wurde später durch das Carleson-Hunt-Theorem verbessert, das zeigt, dass {\displaystyle S_{n}} selbst fast überall konvergiert.
Die Littlewood-Paley-Theorie kann auch zum Beweis des Multiplikatorsatzes von Marcinkiewicz verwendet werden.